# Carlos Malta

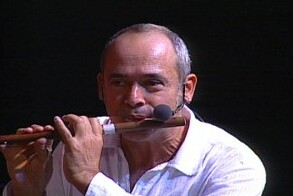
Carlos Malta

Carlos Malta (Rio de Janeiro, 25 febbraio 1960) è un musicista, compositore e polistrumentista brasiliano, che suona diversi tipi di flauto (tra i quali ottavino, flauto dolce e flauto traverso, fiffaro, flauto basso, flauti indígeni) e sassofono. Conosciuto anche semplicemente come Malta, è inoltre arrangiatore e insegnante di musica.

## Biografia
Iniziò a suonare professionalmente a diciotto anni, suonando con musicisti come Johnny Alf, Antônio Carlos & Jocafi e Maria Creuza. Nel 1981 passò ad accompagnare Hermeto Pascoal, suonando con lui fino al 1993, quando iniziò la sua carriera di solista.
Suonò anche con Egberto Gismonti, Pat Metheny, Gil Evans, Marcus Miller, Charlie Haden, Wagner Tiso e Nico Assumpção.
Lavora frequentemente come musicista di studio, partecipando ai dischi di Guinga, Lenine, Sérgio Ricardo, Leila Pinheiro, Marcus Suzano, Os Paralamas do Sucesso, Caetano Veloso, Gilberto Gil (nell'album São João Vivo, del 2001).
Nel 1993 collaborò col violoncellista svizzero Daniel Pezzotti per l'incisione del disco "Rainbow", concorrendo al Prêmio Sharp del 1995.
Partecipò, come professore, a festival in Brasile e all'estero dal 1994. Nello stesso anno, fondò i gruppi Coreto Urbano (formazione variata) e Pife Muderno (Carlos Malta, Andréa Ernest Dias, Marcos Suzano, Oscar Bolão e Durval Pereira).
Nel 1997 si presentò al Free Jazz Festival con il Coreto Urbano e il Pife Moderno, nello spettacolo eletto dal giornale O Globo come il migliore dell'anno.
Nel 1998 pubblicò il suo primo CD da solista, O Escultor do Vento. Nell'anno seguente, uscì il disco Carlos Malta e Pife Muderno (1999).
Nel 2003 ricevette il premio per la miglior colonna sonora al 26º Festival Guarnicê de Cinema che si tiene in Maranhão. Nello stesso anno partecipò al CD Os Bambas da Flauta, pubblicato dalla Kuarup.

## Discografia

### Solista
- O Escultor do Vento (1998)
- Carlos Malta e Pife Muderno (1999)
- Pixinguinha - Alma e Corpo (2000)
- Pimenta (homenagem a Elis Regina) (2000)
- Ponto de Bala

### Duetti
- Strumentale nel CCBB - Laércio de Freitas e Carlos Malta (1993)
- Rainbow (con Daniel Pezzotti) (1993)

### Col gruppo Coreto Urbano
- Carlos Malta e o Coreto Urbano
- Tudo Coreto

### Col gruppo Pife Muderno
- Carlos Malta e Pife Muderno (1999)
- Paru (2006)

### Partecipazioni nei dischi di Hermeto Pascoal
- "Hermeto Pascoal e Grupo" (som da Gente - 1982)
- "Lagoa da Canoa" (Som da Gente - 1984)
- "Brasil Universo" (Som da Gente - 1986)
- "Só não toca quem não quer" (Som da Gente - 1987)
- "Festa dos Deuses" (Polygram - 1992)